# 淀町 (京都府)
淀町（よどちょう）は、京都府久世郡にあった町。明治22年（1889年）の町村制施行にあたり旧淀城下の城内3町により発足し、昭和32年（1957年）に京都市に編入され消滅した。現在の京都市伏見区で淀を冠する町の区域に当たる。

## 地理
- 河川：桂川、宇治川

## 歴史
近世の淀町は池上町、下津町、新町の城内3町と、納所町、大下津町、水垂町の城外3町の淀城下6町を指した。淀藩に属した、かつての「島之内」にあたる城内3町および淀城内は、廃藩置県により明治4年（1871年）7 - 11月の淀県を経て京都府に属し、その後1889年（明治22年）10月に池上町、下津町、新町により町村制に基づく町としての「淀町」が発足した。その後、1935年（昭和10年）4月に、現在の淀美豆町・淀際目町・淀生津町にあたる綴喜郡美豆村を、1936年（昭和11年）2月に、現在の淀樋爪町・淀水垂町・淀大下津町にあたる桂川右岸にある乙訓郡淀村を編入した。
その後、1957年（昭和32年）4月1日に京都市へ編入され、伏見区に所属することになった。